# Frank (película)
Frank es una película británica-irlandesa de 2014 del género comedia drama dirigida por Lenny Abrahamson sobre un guion original de Jon Ronson y Peter Straughan inspirado en Frank Sidebottom, alter ego del músico británico Chris Sievey.
Protagonizada por Domhnall Gleeson, Michael Fassbender, Maggie Gyllenhaal y Scoot McNairy, es una producción de Element Pictures y Film4 de televisión distribuida por Magnolia Pictures.

## Sinopsis
Jon es un joven con un fuerte interés en la música que se une a una excéntrica banda llamada " Soronprfbs" liderados por el personaje principal Frank. La película comienza con Jon un aspirante a músico siendo invitado a unirse a la banda justo antes de un concierto, con el único requisito de saber tocar algunas notas. Tras unirse a la banda, se mudan a Irlanda para grabar un disco, donde Jon comienza a publicar vídeos en Internet de los ensayo de la banda ya que están destinados a aparecer en el Festival South by Southwest.

## Reparto
- Domhnall Gleeson como Jon.
- Maggie Gyllenhaal como Clara.
- Scoot McNairy como Don.
- Michael Fassbender como Frank.
- Carla Azar como Nana.
- François Civil como Baraque.

## Producción
Frank es una historia de ficción en su mayoría inspirada por Frank Sidebottom, el personaje cómico de Chris Sievey, se cree que dio su respaldo de la película antes de su muerte, pero la trama también fue inspirada por otros músicos como Daniel Johnston y Captain Beefheart. Jon Ronson, quien coescribió la película, fue parte de la banda de Sidebottom, y la trama comenzó como una adaptación de sus escritos, pero más tarde se convirtió en un enfoque ficticio de su personalidad. Se rodó en el Condado de Wicklow, Dublín, y en Nuevo México en 2013. La música interpretada por la banda en la película fue grabada en vivo por el elenco durante el rodaje.

## Recepción
Las críticas fueron mayormente positivas recibiendo 91% en Rotten Tomatoes. En Metacritic, basada en 33 críticas, Frank recibió un puntuaje de 75/100, con críticas generalmente favorables.